# Han Ye-ri
Han Ye-ri (* 23. Dezember 1984 in Jecheon, Südkorea; wirklicher Name: Kim Ye-ri) ist eine südkoreanische Schauspielerin. Han begann ihre Karriere in Kurzfilmen und Independent-Produktionen.
Für den Film As One (2012), in dem sie die nordkoreanische Tischtennisspielerin Yu Sun-bok spielte, lernte sie den Hamgyŏng-Dialekt.
2014 spielte sie die weibliche Hauptrolle in dem Thriller Haemoo, der auch Südkoreas Oscarvorschlag wurde.
2020 spielte sie die weibliche Hauptrolle in der amerikanischen Produktion Minari – Wo wir Wurzeln schlagen an der Seite von Steven Yeun, über koreanische Einwanderer in den USA.
Sie ist Absolventin der Korea National University of Arts in den Fächern Traditionelle Performing Arts und Koreanischer Tanz.

## Filmografie

### Filme
- 2006: Passionate Sonata (격정 소나타 Gyeokjeong Sonata, Kurzfilm)
- 2007: Resurrection of the Butterfly (그림자 Geurimja)
- 2007: Giraffe & Africa (기린과 아프리카 Girin-gwa Apeurika, Kurzfilm)
- 2008: Blooming In Spring (봄에 피어나다 Bome Pieonada, Kurzfilm)
- 2009: Let the Blue River Run (푸른 강은 흘러라 Pureun Gangeun Heulleora)
- 2009: Paju (파주)
- 2009: Be with Me (백년해로외전 Baek-nyeon Hae-ro Oejeon, Kurzfilm)
- 2009: A Blind River (귀향 Gwihyang)
- 2009: A Trip to the Moon (달세계 여행 Dalsegye Yeohaeng, Kurzfilm)
- 2009: One Step More to the Sea (바다쪽으로, 한 뼘 더 Badajjokeuro, Han Ppyeom Deo)
- 2010: BANG! (뱅! Baeng!, Kurzfilm)
- 2010: Read My Lips (할 수 있는 자가 구하라 Hal Su Itneun Jaga Guhara)
- 2010: Ghost (귀 Gwi, Episodenfilm)
- 2010: We Wish To Reincarnate In Paradise (다시 태어나고 싶어요, 안양에, Dokumentation)
- 2011: Ordinary Days (평범한 날들 Pyeongbeomhan Nal-deul, Episodenfilm)
- 2011: Naiseusyot 2011 „Choncheolsarin“ (나이스숏 2011 촌철살인, Episodenfilm)
- 2012: As One (코리아 Korea)
- 2012: South Bound (남쪽으로 튀어 Namjjokeuro Twieo)
- 2013: Big Good (경복 Gyeongbok, auch Assistenzregie)
- 2013: Dear Dolphin (환상속의 그대 Hwansangsok-ui Geudae)
- 2013: The Spy: Undercover Operation (스파이 Spy)
- 2013: Commitment (동창생 Dongchangsaeng)
- 2014: Kundo – Pakt der Gesetzlosen (군도: 민란의 시대 Gundo: Millan-ui Sidae)
- 2014: Sea Fog (해무 Haemoo)
- 2014: Phantoms of the Archive (아카이브의 유령들 Akaibeu-ui Yuryeong-deul, Episodenfilm)
- 2015: Love and… (필름시대사랑 Pilleum Sidae Sarang)
- 2015: A Dramatic Night (극적인 하룻밤 Geukjeokin Harutbam)
- 2016: The Hunt (사냥 Sanyang)
- 2016: Worst Woman (최악의 하루 Choeak-ui Haru)
- 2016: A Quiet Dream (춘몽 Chunmong)
- 2016: The Table (더 테이블)
- 2018: Champion (챔피언)
- 2018: Illang: The Wolf Brigade (인랑 Illang)
- 2018: Ode to the Goose (군산: 거위를 노래하다 Gunsan: Geowireul Noraehada)
- 2020: Minari – Wo wir Wurzeln schlagen (Minari)

### Fernsehserien
- 2010: Road No. 1 (로드 넘버원, MBC)
- 2013: Drama Special „Yeon-woo’s Summer“ (KBS2)
- 2015: Sangsanggoyangi (상상고양이, MBC Every)
- 2016: Yungryongi Nareusha (육룡이 나르샤, SBS)
- 2016: Hello My Twenties (청춘시대 Cheongchun Sidae, jTBC)

## Auszeichnungen
- Mise-en-scene’s Short Film Festival 2008:
- Mise-en-scene’s Short Film Festival 2010:
- Baeksang Arts Award 2013: Beste Nachwuchsdarstellerin für As One